# 卡薩 (阿肯色州)
卡薩（英語：Casa）是一個位於美國阿肯色州佩里縣的城市。

## 地理
卡薩的座標為35°01′25″N 93°02′50″W / 35.02361°N 93.04722°W，而該地的平均海拔高度為113米（即371英尺）。

## 人口
根據2020年美國人口普查的數據，卡薩的面積為2.83平方千米，皆為陸地。當地共有人口126人，而人口密度為每平方千米44人。